# Ronny Yu
Ronny Yu (chiń. 于仁泰; pinyin Yú Réntài; ur. 1950 w Hongkongu) – hongkoński reżyser, scenarzysta, producent oraz aktor filmowy. Światową sławę zyskał w 1998 r., tworząc Narzeczoną laleczki Chucky. W Hollywood nakręcił także Formułę oraz Freddy'ego kontra Jasona.
Kształcił się na Uniwersytecie Ohio, uzyskując MBA z zarządzania. 

## Filmografia

### Jako reżyser
- 1979: Cheung laap cheing ngoi
- 1980: Jiu shi zhe
- 1981: Xun cheng ma
- 1981: Jui gwai chat hung
- 1984: Mieszkaniec (Ling qi po re)
- 1985: Si yan zi
- 1986: Piętno nienawiści (Long zai jiang hu)
- 1988: Meng gui fo tiao qiang
- 1989: Białe jak śnieg (Gwang tin lung foo wooi)
- 1991: Qian wang 1991
- 1992: Wu Lin sheng dou shi
- 1992: Huo tou fu xing
- 1993: Narzeczona o białych włosach (Bai fa mo nu zhuan)
- 1993: Białowłosa narzeczona 2 (Bai fa mo nu zhuan 2)
- 1995: Upiorny kochanek (Ye ban ge sheng)
- 1997: Wirtualni wojownicy (Warriors of Virtue)
- 1998: Narzeczona laleczki Chucky (Bride of Chucky)
- 2001: Formuła (The 51st State)
- 2003: Freddy kontra Jason (Freddy vs. Jason)
- 2006: Nieustraszony (Huo Yuan Jia)

### Jako scenarzysta
- 1978: Ka le fei
- 1979: Cheung laap cheing ngoi
- 1993: Narzeczona o białych włosach (Bai fa mo nu zhuan)
- 1993: Białowłosa narzeczona 2 (Bai fa mo nu zhuan 2)
- 1995: Upiorny kochanek (Ye ban ge sheng)
- 2008: Blood: The Last Vampire

### Jako producent
- 1978: Ka le fei
- 1985: Eight in the Family
- 1987: Fu gui bi ren (It's A Mad, Mad, Mad World)
- 1988: The Girl Next Door
- 1988: Fu gui zai po ren (It's A Mad, Mad, Mad World 2)
- 1988: Gai tung aap gong
- 1989: Białe jak śnieg (Gwang tin lung foo wooi)
- 1992: Huang Fei Hong xiao zhuan
- 1992: Xia ri qing ren
- 1993: Tong ju guan xi
- 1993: Li Luo Fu qi an
- 1993: Narzeczona o białych włosach (Bai fa mo nu zhuan)
- 1993: Białowłosa narzeczona 2 (Bai fa mo nu zhuan 2)
- 1993: Hua tian xi shi
- 1993: Huang Fei Hong dui Huang Fei Hong
- 1994: Chunggamsuk
- 2006: Nieustraszony (Huo Yuan Jia)
- 2008: Blood: The Last Vampire

### Jako aktor
- 1980: Di yi lei xing wei xian – Inspektor Departamentu Politycznego
- 1989: Dama reportażu (Shi jie da shai) – Ronny Dak
- 1989: Białe jak śnieg (Gwang tin lung foo wooi) – Tong Leader